# 市田佳寿浩
市田 佳寿浩（いちだ かずひろ、1975年7月28日 - ）は、元競輪選手、競輪評論家、実業家。福井県坂井市（旧春江町）出身。現役時代は日本競輪選手会福井支部所属。日本競輪学校（当時。以下、競輪学校）第76期卒業。師匠は野原哲也（51期）。弟子は、次男の市田龍生都（127期）、柳原真緒（114期）など。

## 経歴
福井県立春江工業高等学校を経て競輪学校に第76期生として入学し、在校競走成績第1位（73勝）で卒業。デビュー戦は1995年8月5日の松阪競輪場（1着）。
GI初出場となった1997年のオールスター競輪（平塚競輪場）では、準決勝まで進出するも、自身の番手をまわった濱口高彰のシビアな切り替えに最終ホームで早々と遭ったこともあり7着敗退。その後は決勝戦に進出することも数多くなったが、そのうち2004年のオールスター競輪決勝戦（西武園競輪場）では、最終4角まで逃げる稲垣裕之の「番手」に位置し、直線で抜け出しを図ったものの、その直線で思ったほどの伸びが見られず、結果、優勝の神山雄一郎と2着の後閑信一にゴール直前で抜かれ、3着に終わった。
だが2年後、2006年2月の西日本王座決定戦（奈良競輪場）決勝で澤田義和の2着に入り、同年7月のサマーナイトフェスティバル（函館競輪場）では、2センター付近で逃げる稲垣裕之を捨て、最終バックから捲り切った佐藤友和の番手に入り込み、ゴール寸前で佐藤を捕らえてGII初優勝を果たした。
2009年の全日本選抜競輪（大垣競輪場）では、優勝の山崎芳仁に次いで2着に入り、これにより年間獲得賞金上位となったことから、2010年は自身初のS級S班格付となった。
2010年2月に玉野競輪場で開催された東西王座戦西日本王座決定戦では、村上義弘・博幸兄弟の捲りに乗る形で直線から抜け出しGII2勝目を果たしている。4月に小松島競輪場で開催された共同通信社杯競輪春一番の決勝でも村上義弘の逃げに乗る形で2着に入線し、さらに7月の寬仁親王牌決勝では脇本雄太が先行して村上義弘の最終バックからの番手捲りをゴール直前で捕らえ、GI初制覇を果たした。
2017年3月17日の第1回ウィナーズカップ（高松）初日第6レースで落車し、右股関節脱臼骨折、右大腿骨粉砕骨折という選手生命を脅かす大怪我を負う。その後は懸命に治療とリハビリを続け、2018年5月7日からの地元・福井での開催で1年2か月ぶりにレース復帰を果たした。
ただ、欠場が長期にわたった影響で、2018年下期（7月 - 12月）でA級に降格することが決まった。欠場中は、第114期の競輪学校卒業記念レースを生観戦し、弟子の柳原真緒が優勝する瞬間を見届けた。
同年10月23日、近畿地区プロ開催前日の奈良競輪場にて記者会見し引退を表明、その後近畿の選手達から花束を受け取った。9月2日の和歌山FII2日目第12レース（準決勝）にてゴール前で落車、再度負傷し欠場していたが、10月12日に主治医と怪我および今後について相談し、最後に家族とも話し合ったあと、引退を決断したことを明かした。翌24日には同場で地区プロ終了後に、発案者の村上義弘を含めた9車立ての特別レースが急遽実施され、ただ1人電動アシスト付き自転車で参加した6番車の古原勝己の捲りにも耐え、仲間達のサイン寄せ書きが入ったS級S班のレーサーパンツで臨んだ9番車の市田が逃げ切った。先頭誘導員は澤田義和の予定だったが師匠の野原哲也が務めた。
選手会福井支部の副支部長職の引き継ぎを経て、2018年12月13日、選手登録消除。通算1679戦451勝、優勝65回（うちGI1回）。
福井支部所属選手として初めてGIタイトルを獲得した功績を称え、2019年11月16日 - 18日の福井FI開催は、第1回日刊スポーツ杯市田佳寿浩カップとして自身の冠レースとして開催された。また、開催期間中は日刊スポーツ特別評論家として日刊スポーツ大阪本社版のレース面では独自のレース予想を行った。
現役引退後は、月刊競輪WEBでコラム連載（「市田佳寿浩の不死鳥ノート」）を行うなど競輪評論家として活動しているほか、プロアマ問わず若手を育成する「市田道場」を開き後進の指導に当たっている。次男の龍生都は将来の日本代表と目されているだけでなく、柳原真緒は2022年のガールズグランプリを制覇し同年の賞金女王にもなったほか、坂口楓華や安東莉奈も市田に師事するようになって以降急速に力をつけ、坂口は2023年には児玉碧衣に次ぐガールズケイリン連勝記録2位となる32連勝を記録し、安東も2024年に初優勝を果たした。また、これらの活動以外にも自転車店の経営も行っている。

## 主な獲得タイトル
- 2010年 - 寬仁親王牌・世界選手権記念トーナメント（前橋競輪場）

## 競走スタイル
デビュー時から逃げや捲りの戦法で戦っていたが、勝負勘の鋭さから番手捲りを多用した。晩年は自らの位置を確保するため捌きを見せる自在型としての競走が増えたが、特に大怪我から復帰した2013年以降は追い込みが多くなった。